# Таскатлинское сельское поселение
Таскатлинское се́льское поселе́ние — муниципальное образование в Колосовском районе Омской области Российской Федерации.
Административный центр — село Таскатлы.

## История
Статус и границы сельского поселения установлены Законом Омской области от 30 июля 2004 года № 548-ОЗ «О границах и статусе муниципальных образований Омской области».

## Население
| 2010 | 2011 | 2012 | 2013 | 2014 | 2015 | 2016 |
| ---- | ---- | ---- | ---- | ---- | ---- | ---- |
| 452  | ↘450 | ↘444 | ↘422 | ↘417 | ↘401 | ↘387 |
| 2017 | 2018 | 2019 | 2020 | 2021 | 2023 |      |
| ↘363 | ↘360 | ↘357 | ↗361 | ↘286 | ↘277 |      |

## Состав сельского поселения
| № | Населённый пункт | Тип населённого пункта       | Население |
| - | ---------------- | ---------------------------- | --------- |
| 1 | Михайловка       | деревня                      | ↘158      |
| 2 | Таскатлы         | село, административный центр | ↘294      |